# Mexikanische Badmintonmeisterschaft 1974
Die Mexikanische Badmintonmeisterschaft 1974 fand in Mexiko-Stadt statt. Es war die 28. Auflage der nationalen Titelkämpfe von Mexiko im Badminton.	

## Sieger und Finalisten
| Disziplin    | Gold                                 | Silber                                |
| ------------ | ------------------------------------ | ------------------------------------- |
| Herreneinzel | Roy Díaz González                    | Victor Jaramillo                      |
| Dameneinzel  | Susana Zenea                         | Lucero Soto de Peniche                |
| Herrendoppel | Roy Díaz González Jorge Palazuelos   | Victor Jaramillo Ricardo Jaramillo    |
| Damendoppel  | Lucero Soto de Peniche Susana Zenea  | Berta Pineda María Luisa del Castillo |
| Mixed        | Roy Díaz González Josefina de Tinoco | Guillermo Allier Carolina Allier      |